# جعفر توفیقی
جعفر توفیقی داریان (زادهٔ ۲۹ اسفند ۱۳۳۴) پژوهشگر، مدرس دانشگاه و سیاستمدار اهل ایران است، که هم‌اکنون به عنوان استاد تمام دانشگاه تربیت مدرس و دانشگاه آزاد اسلامی واحد تهران جنوب فعالیت می‌کند. توفیقی در حال حاضر عضو پیوسته فرهنگستان علوم است.
وی دانش‌آموخته کارشناسی ارشد مهندسی شیمی از دانشگاه شیراز و دکتری مهندسی شیمی از دانشگاه پلی‌تکنیک بخارست است و فعالیت شغلی خود را از سال ۱۳۶۵ به عنوان رئیس گروه مهندسی شیمی دانشگاه تربیت مدرس آغاز نمود.
توفیقی در فاصله سال‌های ۱۳۸۲ تا ۱۳۸۴ در دولت هشتم به ریاست سید محمد خاتمی، برای مدت دو سال وزیر علوم، تحقیقات و فناوری بود، همچنین در آغاز کار دولت حسن روحانی، بمدت شصت و هفت روز، سرپرستی وزارت علوم، تحقیقات و فناوری را بر عهده داشت.
او طی سالهای ۱۳۹۶ تا ۱۴۰۱  مسوولیت رئیس پژوهشگاه صنعت نفت (وابسته به وزارت نفت ایران) را بر عهده داشت.

## تحصیلات
جعفر توفیقی به ترتیب ابتدا مدرک کارشناسی، سپس کارشناسی ارشد مهندسی شیمی را از دانشگاه شیراز و مدرک دکترای تخصصی در رشته مهندسی شیمی را نیز از دانشگاه پلی‌تکنیک بخارست اخذ نمود.

## سوابق علمی
توفیقی در جایگاه مدرس دانشگاه، فعالیت خود را از سال ۱۳۶۵ به عنوان مدیر گروه مهندسی شیمی دانشگاه تربیت مدرس آغاز نمود و هم‌اکنون کماکان به عنوان استاد تمام در گروه مهندسی شیمی دانشکده فنی و مهندسی دانشگاه تربیت مدرس فعالیت می‌نماید. وی از سال ۱۳۸۵ تاکنون به عنوان سردبیر و عضو هیئت تحریریه فصلنامه علمی ترویجی رشد فناوری نیز فعالیت می‌نماید.

## سوابق سیاسی

### انتخابات ۱۳۸۸
جعفر توفیقی در ۲۶ خرداد ۸۸ در مسجد دانشگاه تهران در جمع معترضین به نتیجه انتخابات ۱۳۸۸ به عنوان رئیس ستاد دانشگاهیان میرحسین موسوی به سخنرانی پرداخت و گفت:
«اگر ما اجازه می‌دادیم که انتخابات روند معمول خودش را طی بکند، به نظر من این نظام پایه‌های خودش را برای همیشه تثبیت می‌کرد. برای اینکه یک حضور ۴۰ و ۵۰ میلیونی مردم با سلایق مختلف با عقاید مختلف با گرایش‌های سیاسی مختلف و یک رأی بسیار قاطع به آقای مهندس موسوی به نظر من و احترام کشور و احترام دولت به این رأی به نظر من استثنایی‌ترین فرصتی بود که ما بعد از انقلاب به دست آورده بودیم ولی به نظر من بدترین سناریو را انتخاب کردیم یعنی در این دو راهی انتخابات، انتخابی که الان شد و انتخابی که می‌توانست بشود بدترین انتخاب را کردیم یعنی درست نقطه مقابلش و کشور در آستانه تزلزل، مردم در آستانه تزلزل، توهین به شخصیت مردم به عقیده مردم و به رأی مردم و از هم پاشی این اتحاد اجتماعی، یعنی ما اختیار داشتیم که اتحاد اجتماعی را انتخاب بکنیم. بنده امیدوار هستم که ان‌شاءالله تا بیش از این دیر نشده دوستان تأمل کنند و انتخاب غلطی را که شد ان‌شاءالله اصلاح بکنند. واقعاً بنده آرزو می‌کنم و ای کاش نمی‌دانستیم که این ۲۴ میلیون رأی به اسم چه کسی رفته‌است؟ الان عمق تاسف جایی است که این ۲۴ میلیون رأی به دست من و شما به اسم چه کسانی رفت؟ واقعاً ابعاد این تاسف و تأثر و تألم بسیار گسترده‌است که ما رأی شخصیت با تقوا، سالم و مدیر با تجربه‌ای مثل آقای مهندس موسوی را بگیریم و به اسم کسانی بنویسیم که انقلابیون چند روزه هستند.»
خبرگزاری فارس پس از انتخابات ۱۳۹۲ و آغاز به کار دولت یازدهم، انتصاب توفیقی به عنوان سرپرست وزارت علوم، تحقیقات و فناوری و مطرح شدن وی به عنوان وزیر پیشنهادی علوم، به بازنشر فیلم این سخنرانی پرداخت. بازنشر این فیلم، انتقاد تعداد زیادی از نمایندگان اصولگرای مجلس را برانگیخت و نهایتاً توفیقی به عنوان وزیر علوم به مجلس معرفی نشد.

### انتخابات ۱۳۹۲
توفیقی در انتخابات ریاست جمهوری سال ۱۳۹۲ رئیس ستاد انتخاباتی محمدرضا عارف بود. عارف چند روز پیش از انتخابات به درخواست سید محمد خاتمی به نفع حسن روحانی از انتخابات کناره‌گیری کرد.

## دولت یازدهم

### وزارت علوم، تحقیقات و فناوری
پیش از مراسم تحلیف حسن روحانی، نام توفیقی به عنوان وزیر پیشنهادی علوم مطرح بود. اما نهایتاً روحانی تصمیم به معرفی رضا فرجی دانا به عنوان وزیر پیشنهادی علوم گرفت، که فرجی دانا به دلیل بودن در فرصت مطالعاتی در کانادا و ملاحظاتی دیگر، این دعوت را نپذیرفت. به همین دلیل، جعفر میلی‌منفرد نامزد نهایی برای تصدی وزارت علوم تعیین شد. پس از رأی عدم اعتماد مجلس به جعفر میلی منفرد در خلال جلسات تأیید صلاحیت وزرای پیشنهادی در روز ۲۶ مرداد ۱۳۹۲، گزینه‌هایی مانند معصومه ابتکار و مجتبی صدیقی برای سرپرستی وزارت علوم مطرح بودند که در نهایت حسن روحانی، جعفر توفیقی را به عنوان سرپرست وزارت علوم، تحقیقات و فناوری تعیین کرد. در واکنش به این انتخاب، محمدرضا عارف، این اقدام را ستودنی برشمرد و جعفر توفیقی را بهترین انتخاب ممکن دانست و ابراز امیدواری کرد وزارت وی موجب بازگشت نشاط و تلاش علمی و پژوهشی به دانشگاه‌ها شود. اما نهایتاً رضا فرجی دانا به عنوان وزیر پیشنهادی به مجلس معرفی شد و توانست رأی اعتماد بگیرد.
جعفر توفیقی با در دست گرفتن سرپرستی وزارت علوم و به دنبال نامه‌های فراوان تشکل‌های دانشجویی و شکل‌گیری کمپین‌های مجازی، ضمن دادن وعده بازگشت تعداد زیادی از دانشجویان و استادان اخراجی، چند تن از رؤسای دانشگاه‌های کشور از جمله صدرالدین شریعتی، رئیس دانشگاه علامه طباطبایی و محمداسماعیل همدانی گلشن، رئیس دانشگاه صنعتی اصفهان را برکنار کرده و به ترتیب حسین سلیمی و محمود مدرس هاشمی را جایگزین آن‌ها نمود. چندی پس از آغاز سرپرستی توفیقی نیز، در جلسه هیئت امنای دانشگاه آزاد اسلامی، با رأی اکثریت اعضا، فرهاد دانشجو، از ریاست دانشگاه آزاد برکنار شده و حمید میرزاده جایگزین وی گردید.
چنین اقداماتی موجب محبوبیت گسترده وی بین دانشجویان گردید و همچنین در مراسم آغاز سال تحصیلی دانشگاه‌ها و مراکز فناوری در تالار علامه امینی دانشگاه تهران در ۲۲ مهر ۱۳۹۲، صدا زدن نام توفیقی توسط مجری برنامه برای ایراد سخنرانی با تشویق پرشور و ممتد حاضران در سالن همراه شد.
در ۲۷ مهر ۱۳۹۲، در حالی که مجید انصاری، معاون پارلمانی رئیس‌جمهور، در مصاحبه‌ای اعلام کرده بود که وزرای پیشنهادی سرپرستان فعلی وزارتخانه‌ها هستند، ساعتی بعد نقل قول انصاری در وبگاه معاونت پارلمانی تکذیب گردید و نهایتاً رضا فرجی دانا به جای توفیقی به عنوان وزیر پیشنهادی وزارت علوم، تحقیقات و فناوری به مجلس معرفی شد.
علی مطهری نماینده اصولگرای مجلس شورای اسلامی سه روز بعد در ۳۰ مهر ۱۳۹۲ در صحن علنی مجلس، به مخالفت رهبری با معرفی توفیقی اشاره کرد و آن را دلیل عدم معرفی توفیقی به مجلس دانست.
جعفر توفیقی شصت و هفت روز از ۲۶ مرداد ۱۳۹۲ تا ۵ آبان ۱۳۹۲ که رضا فرجی دانا به عنوان وزیر علوم از مجلس رأی اعتماد گرفت، سرپرست وزارت علوم، تحقیقات و فناوری بود.

### مشاور عالی وزارت علوم، تحقیقات و فناوری
در تاریخ ۱۲ آبان ۱۳۹۲ رضا فرجی دانا، وزیر علوم، تحقیقات و فناوری ایران طی حکمی، جعفر توفیقی را به عنوان مشاور عالی وزارت علوم، تحقیقات و فناوری منصوب کرد. انتصاب توفیقی و جعفر میلی منفرد در وزارت علوم با واکنش منفی برخی از نمایندگان مجلس روبرو شد و ۸۲ نماینده مجلس اقدام به ارسال تذکری کتبی برای وی کردند چند روز بعد ۱۵۰ نفر از نمایندگان مجلس در نامه‌ای به رئیس‌جمهور از او درخواست کردند در برخی انتصابات وزارت علوم مداخله کند و خواستار تجدیدنظر در بعضی از این انتصابات شدند. فرجی دانا نیز در پاسخ به نمایندگان گفت: «افرادی که در وزارت علوم منصوب شدند بعد از فرمایش‌های مقام معظم رهبری و پس از آنکه بحث فتنه پیش‌آمد، هیچ موقع عکس العملی نداشتند و فرمایش‌های رهبری را به عنوان فصل الخطاب پذیرفتند.» او همچنین تأکید کرده که اگر وزارت اطلاعات اثبات و اعلام کند این افراد با فتنه ارتباطی دارند، در این انتصابات تجدید نظر خواهد کرد. فرجی دانا مدتی بعد در مصاحبه‌ای اعلام کرد:
«آنچه بر اساس اختیارات و طی مراحل قانونی انجام شده‌است را نقض نخواهیم کرد.»
انتصاب توفیقی و میلی منفرد نهایتاً موجب شد فرجی دانا اولین کارت زرد مجلس را گرفته و نه ماه بعد توسط مجلس استیضاح و برکنار شود. توفیقی، نهایتاً در ۱۰ شهریور ۱۳۹۳، از وزارت علوم خداحافظی کرده و از مشاوره ارشد وزات علوم استعفا نمود. او پس از استعفای خود اعلام کرد: «از مسئولیتم در وزارت علوم به عنوان مشاور وزیر استعفا دادم زیرا به نظرم اهداف و سیاست‌های وزارت علوم از سوی محمدعلی نجفی دنبال می‌شود و بهتر است من به مسائل علمی بپردازم.»

## دیدگاه‌ها
جعفر توفیقی از مدافعان استقلال دانشگاه‌ها و مراکز علمی بوده و معتقد به آزادی در فعالیت‌های علمی و انتشار نتایج نقد و نظریه‌پردازی، بحث و تبادل‌نظر، تضارب آرا و افکار و اندیشه‌ها در دانشگاه‌ها می‌باشد. همچنین وی از مخالفان تفکیک جنسیتی در دانشگاه‌ها، بازنشستگی اجباری استادان، افزایش دانشگاه‌های پولی و محدود کردن استقلال دانشگاه‌ها در پذیرش دانشجویان مقطع دکترا در زمان دولت‌های محمود احمدی‌نژاد بوده‌است.
توفیقی در مصاحبه با روزنامه بهار، تولید علمی را اولویت اصلی کشور دانسته و حل مشکلات اقتصادی، سیاسی و اجتماعی ایران را تنها مستلزم توسعه علمی می‌داند. توفیقی معتقد است نه تنها بحث تفکیک جنسیتی دانشگاه‌ها، بلکه هر تغییر سخت‌افزاری و نرم‌افزاری در دانشگاه‌های ایران باید با رای دانشجویان و پشتیبانی آنان همراه باشد. توفیقی، بازنگری در دروس رشته‌های علوم انسانی و سایر رشته‌های دانشگاهی را یک نیاز برای ارتقای شاخص‌های کیفیت آموزش و به‌روزرسانی معلومات دانشجویان می‌داند.
توفیقی در پایان دوره سرپرستی‌اش عنوان کرد نباید محیط دانشگاه‌ها محیطی امنیتی باشد و می‌بایست حوزه اختیارات گروه‌های حراست دانشگاه کم و اداره دانشگاه بیشتر در اختیار رؤسای آن‌ها باشد تا دانشگاهیان و تشکل‌های دانشگاهی همواره احساس ترس نکنند و بتوانند آزادانه به فعالیت‌های آموزش و پژوهشی بپردازند.